# Essai de résistance aux alcalis des produits de marquage routier
Dans le domaine du marquage routier, l’essai de résistance aux alcalis d’un produit de marquage routier qualifie sa capacité à résister aux produits chimiques alcalins.
Cet indicateur traduit en d’autres termes la capacité du marquage à être appliqué sur une chaussée en béton hydraulique.

## Descriptif de l’essai
Voir le descriptif de l’essai[réf. incomplète].